# Thamnobryum latifolium
Thamnobryum latifolium là một loài Rêu trong họ Neckeraceae. Loài này được (Bosch & Sande Lac.) Nieuwl. miêu tả khoa học đầu tiên năm 1917.